# Amt Oranienburg-Land
Das Amt Oranienburg-Land war ein 1992 gebildetes Amt im Land Brandenburg, in dem sich zunächst acht Gemeinden des damaligen Kreises Oranienburg (heute Landkreis Oberhavel, Brandenburg) zu einem Verwaltungsverbund zusammengeschlossen hatten. Wenig später wurden zwei weitere Gemeinden dem Amt per Gesetz zugeordnet. Der Amtssitz war in der Stadt Oranienburg. Das Amt Oranienburg-Land wurde 2003  aufgelöst.

## Geographische Lage
Das Amt Oranienburg grenzte im Norden an das Amt Löwenberg und das Amt Liebenwalde, im Osten an das Amt Wandlitz, im Süden an das Amt Schildow, die Gemeinde Birkenwerder und die Stadt Hohen Neuendorf, im Westen und Nordwesten an die Stadt Oranienburg.

## Geschichte
Am 14. Juli 1992 erteilte der Minister des Innern des Landes Brandenburg seine Zustimmung zur Bildung des Amtes Oranienburg-Land. Als Zeitpunkt des Zustandekommens des Amtes wurde der 31. Juli 1992 festgelegt. Das Amt wurde nach dem sog. Amtsmodell 1 (mit eigener Verwaltung) gebildet. Es hatte seinen Sitz in der Stadt Oranienburg und bestand zunächst aus neun Gemeinden im damaligen Kreis Oranienburg:
1. Freienhagen
2. Friedrichsthal
3. Hohenbruch
4. Lehnitz
5. Malz
6. Nassenheide
7. Neuendorf
8. Schmachtenhagen
9. Wensickendorf

Zwei weitere Gemeinden wurden 1992 bzw. 1994 dem Amt zugeordnet. Am 20. August 1992 wurde die Gemeinde Zehlendorf dem Amt Oranienburg-Land zugeordnet. Zum 1. Januar 1994 wurde die Gemeinde Germendorf dem Amt Oranienburg-Land zugeordnet.
Zum 31. Dezember 2001 schied die Gemeinde Neuendorf aus dem Amt aus und gliederte sich in die amtsfreie Gemeinde Löwenberger Land ein. Ebenfalls zum 31. Dezember 2001 schloss sich Hohenbruch mit den Gemeinden Beetz, Flatow, Groß-Ziethen, Sommerfeld, Staffelde und der Stadt Kremmen zur neuen Stadt Kremmen zusammen.
Zum 26. Oktober 2003 wurde die Gemeinde Nassenheide in die Gemeinde Löwenberger Land eingegliedert. Die Gemeinden Lehnitz, Schmachtenhagen, Malz, Germendorf, Wensickendorf, Friedrichsthal und Zehlendorf wurden zum selben Datum in die Stadt Oranienburg eingegliedert. Die Gemeinde Freienhagen gliederte sich dagegen in die Stadt Liebenwalde ein.
Das Amt Oranienburg-Land wurde zum 26. Oktober 2003 aufgelöst.

## Amtsdirektor
Letzter Amtsdirektor war Richard Wienecke.

## Belege
1. ↑  Bildung der Ämter Oranienburg-Land und Döbern-Land. Bekanntmachung des Ministers des Innern vom 16. Juli 1992. Amtsblatt für Brandenburg - Gemeinsames Ministerialblatt für das Land Brandenburg, 3. Jahrgang, Nummer 58, 12. August 1992, S. 1015.
2. ↑  Landtag Brandenburg Drucksache 3/5020 3. Wahlperiode Gesetzentwurf der Landesregierung Fünftes Gesetz zur landesweiten Gemeindegebietsreform PDF
3. ↑  Zuordnung der Gemeinde Zehlendorf (Kreis Oranienburg) zum Amt Oranienburg-Land. Bekanntmachung des Ministers des Innern vom 12. August 1992. Amtsblatt für Brandenburg - Gemeinsames Ministerialblatt für das Land Brandenburg, 3. Jahrgang, Nummer 69, 16. September 1992, S. 1278.
4. ↑  Zuordnung der Gemeinde Germendorf zum Amt Oranienburg-Land. Bekanntmachung des Ministers des Innern vom 10. Dezember 1993. Amtsblatt für Brandenburg - Gemeinsames Ministerialblatt für das Land Brandenburg, 5. Jahrgang, Nummer 3, 14. Januar 1994, S. 22.
5. ↑  Eingliederung der Gemeinde Neuendorf in die Gemeinde Löwenberger Land. Bekanntmachung des Ministeriums des Innern vom 28. November 2001. Amtsblatt für Brandenburg Gemeinsames Ministerialblatt für das Land Brandenburg, 12. Jahrgang, 2001, Nummer 51, Potsdam, den 19. Dezember 2001, S. 877 PDF
6. ↑  Änderung des Amtes Oranienburg-Land Bekanntmachung des Ministeriums des Innern vom 14. Dezember 2001 . Amtsblatt für Brandenburg Gemeinsames Ministerialblatt für das Land Brandenburg, 12. Jahrgang, 2001, Nummer 52, Potsdam, den 27. Dezember 2001, S. 906 PDF
7. ↑  Bildung einer neuen Stadt Kremmen Bekanntmachung des Ministeriums des Innern Vom 14. Dezember 2001. Amtsblatt für Brandenburg Gemeinsames Ministerialblatt für das Land Brandenburg, 12. Jahrgang, 2001, Nummer 52, Potsdam, den 27. Dezember 2001, S. 905 PDF
8. ↑  Eingliederung der Gemeinde Nassenheide in die Gemeinde Löwenberger Land. Bekanntmachung des Ministeriums des Innern Vom 14. November 2002. Amtsblatt für Brandenburg Gemeinsames Ministerialblatt für das Land Brandenburg, 14. Jahrgang, 2003, Nummer 9, Potsdam, den 5. März 2003, S. 272 PDF
9. ↑  Eingliederung der Gemeinden Lehnitz, Schmachtenhagen, Malz, Germendorf, Wensickendorf, Friedrichsthal und Zehlendorf in die Stadt Oranienburg. Bekanntmachung des Ministeriums des Innern vom 14. November 2002. Amtsblatt für Brandenburg Gemeinsames Ministerialblatt für das Land Brandenburg, 14. Jahrgang, 2003, Nummer 9, Potsdam, den 5. März 2003, S. 272/3 PDF
10. ↑  Bildung einer neuen Stadt Liebenwalde Bekanntmachung des Ministeriums des Innern vom 14. November 2002 . Amtsblatt für Brandenburg Gemeinsames Ministerialblatt für das Land Brandenburg, 14. Jahrgang, 2003, Nummer 9, Potsdam, den 5. März 2003, S. 273 PDF
11. ↑  Auflösung des Amtes Oranienburg-Land. Bekanntmachung des Ministeriums des Innern vom 13. Februar 2003. Amtsblatt für Brandenburg Gemeinsames Ministerialblatt für das Land Brandenburg, 14. Jahrgang, 2003, Nummer 9, Potsdam, den 5. März 2003, S. 273 PDF